# Krystyna Bogdanowicz-Szwed
Krystyna Wanda Bogdanowicz-Szwed (ur. 26 sierpnia 1934 w Rabce, zm. 12 lipca 2021)  – polska chemiczka, prof., dr hab.

## Życiorys
Obroniła pracę doktorską, następnie uzyskała stopień doktora habilitowanego. 15 lutego 1996 nadano jej tytuł profesora w zakresie nauk chemicznych. Pracowała w Zakładzie Chemii Organicznej na Wydziale Chemii Uniwersytetu Jagiellońskiego.
Zmarła 12 lipca 2021.